# Новиков, Лев Дмитриевич
Лев Дми́триевич Но́виков (4 февраля 1928, Карачев, Брянская губерния — 14 июня 2015, Тверь) — советский и российский конструктор ракетно-космической техники, лауреат Государственной (1982) и Ленинской (1991) премий.

## Биография
После окончания Бежицкого института транспортного машиностроения (1954) работал на Калининском вагоностроительном заводе: мастер рамно-кузовного цеха, инженер-конструктор Отдела главного конструктора, руководитель группы СКБ, заместитель главного конструктора СКБ, главный конструктор-начальник СКБ.
С 1966 г. начальник — главный конструктор Особого конструкторского бюро Министерства тяжелого, энергетического и транспортного машиностроения СССР (преобразовано позднее в ЦКБ ТМ — ЦКБ транспортного машиностроения).
С 2005 года заместитель директора — Главного конструктора ЦКБ ТМ.
Под его руководством созданы сотни моделей специальных железнодорожных агрегатов космических и ракетных стартовых комплексов. В том числе: автоматизированные изотермические секции, спецвагоны для перевозки ракет и космических кораблей, транспортеры для перевозки негабаритных грузов и др.

## Награды
- Государственная премия СССР (1982)
- Ленинская премия (1991)
- орден Октябрьской Революции
- два ордена Трудового Красного Знамени
- орден «Знак Почёта»
- медали
- Почётная грамота Правительства РФ.